# Oasia Hotel Downtown

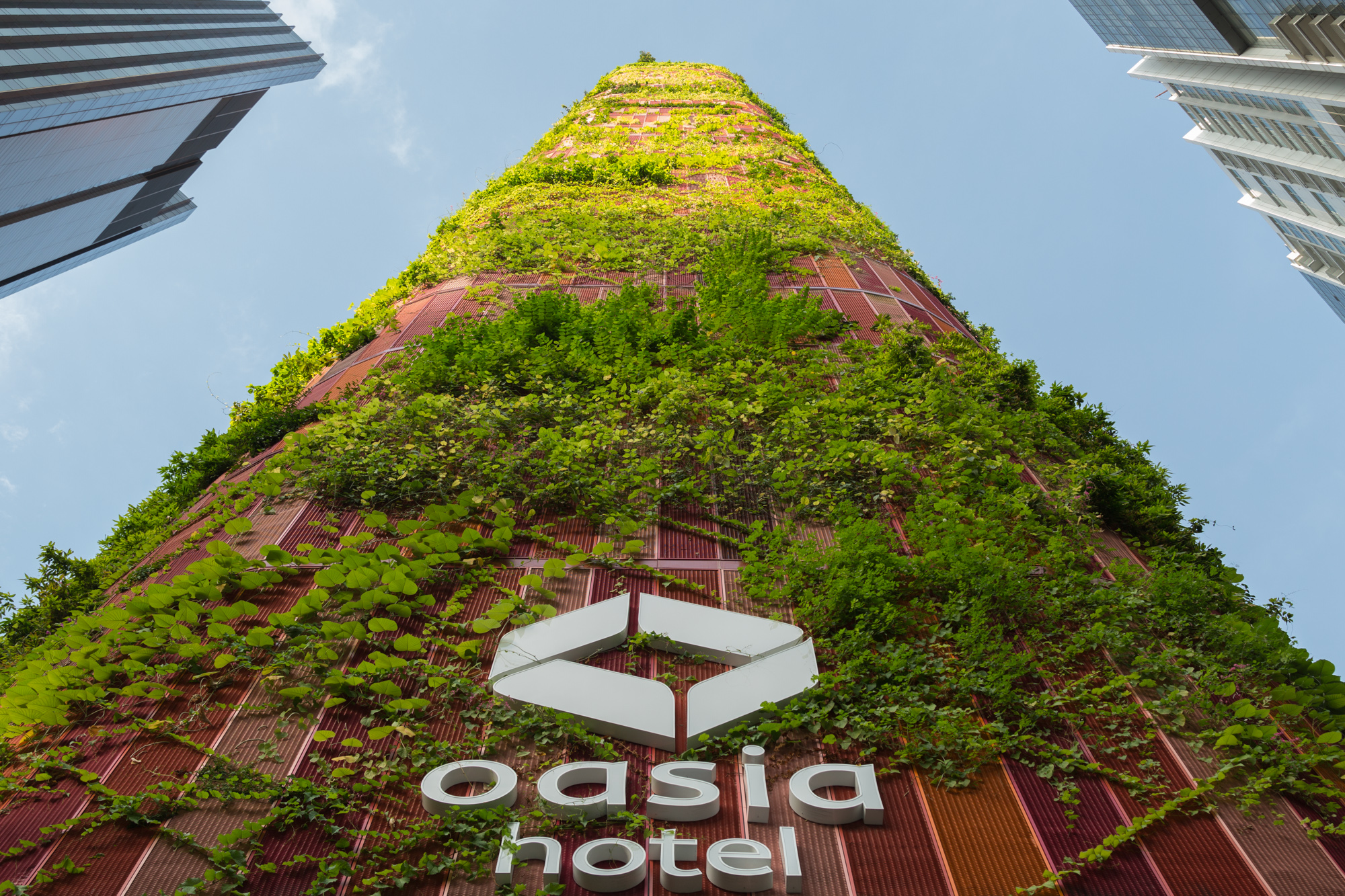
Blick von unten auf die Fassade

Oasia Hotel Downtown ist ein 193 Meter hoher Wolkenkratzer im Central Business District (CBD) in Singapur. Entworfen vom Architekturbüro Woha und fertiggestellt im Jahr 2016, zeichnet sich der Turm durch hängende Gärten und Begrünung an der Außenfassade über 27 Etagen aus. Das Gebäude belegte den 3. Platz beim Emporis Skyscraper Award 2016. 2018 gehörte es zusammen mit dem schließlichen Sieger Torre Reforma sowie Maha Nakhon, Beirut Terraces und Chaoyang Park Plaza zu den fünf Finalisten beim Frankfurter Internationalen Hochhauspreis.

## Belege
1. ↑  Oasia Hotel Downtown / WOHA. In: ArchDaily. 7. Dezember 2016 (archdaily.com [abgerufen am 27. August 2018]).
2. ↑  Architektur: Das sind die Finalisten für den Internationalen Hochhauspreis. In: Spiegel Online. 23. August 2018 (spiegel.de [abgerufen am 27. August 2018]).
3. ↑  Finalisten – Internationaler Hochhaus Preis. Abgerufen am 5. November 2018

Koordinaten: 1° 16′ 32,8″ N, 103° 50′ 37,8″ O